# Megastethodon heurni
Megastethodon heurni är en insektsart som beskrevs av Schmidt 1928. Megastethodon heurni ingår i släktet Megastethodon och familjen spottstritar. Inga underarter finns listade i Catalogue of Life.